# 欣德馬什 (澳大利亞國會選區)
欣德馬什選區（英語：Division of Hindmarsh），是澳大利亞南澳大利亞州的下議院選區，位於該首府阿德萊德西郊。面積73平方公里。
選區始於1903年，紀念第一任州督約翰·欣德馬什，是工黨的安全選區。自2004年以來任當區議員的是史提夫·喬加尼斯。